# Gröninger Glocke

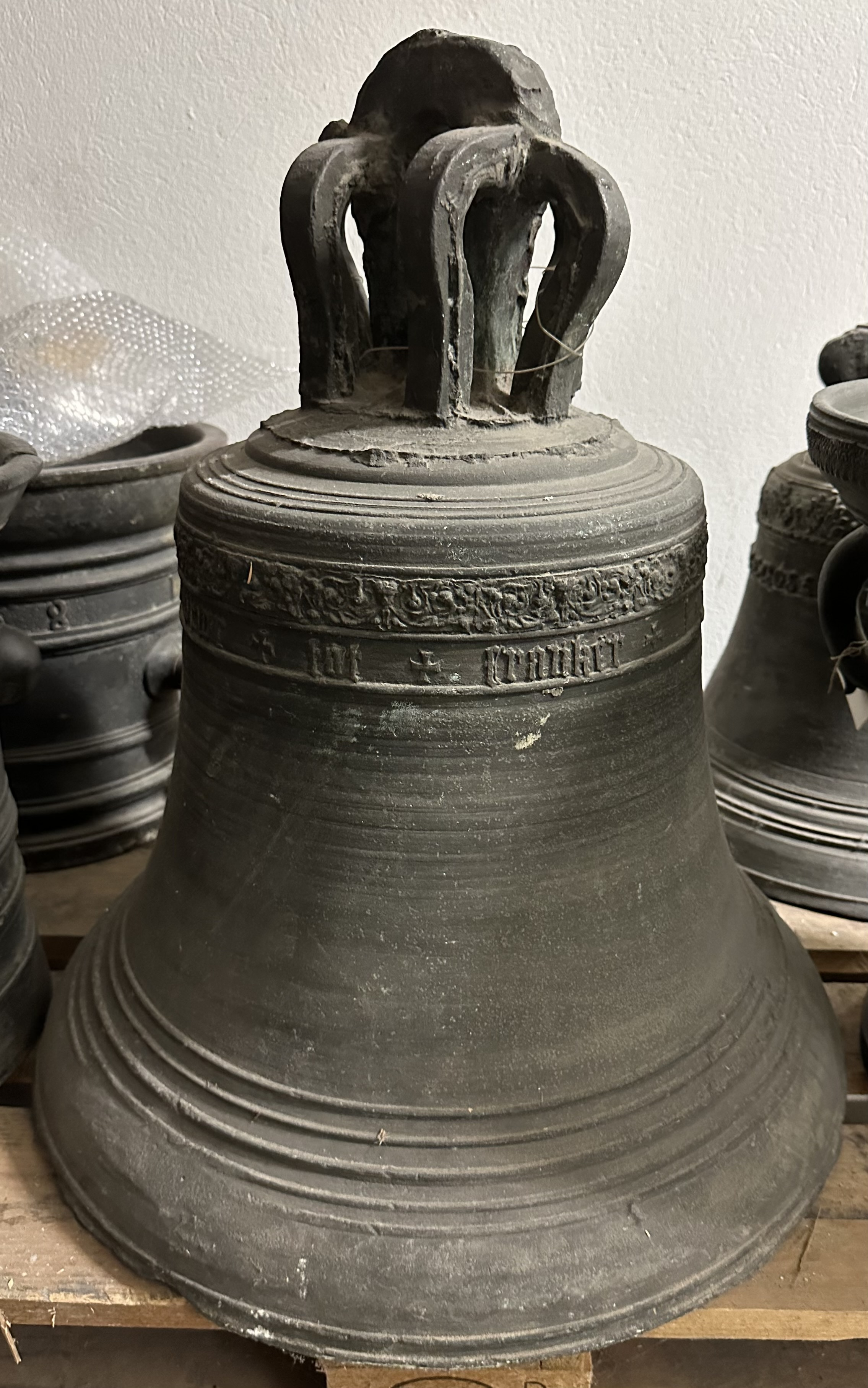
Gröninger Glocke, 2025

Die Gröninger Glocke ist eine Kirchenglocke in Magdeburg in Sachsen-Anhalt. Sie befindet sich im Kulturhistorischen Museum.

## Geschichte
Die Glocke wurde nach ihrer niederländischen Inschrift 1552 in den Niederlanden vermutlich für ein Kloster bei Franeker gegossen. Bei dem Kloster könnte es sich um das nahe dem inschriftlich erwähnten Franeker gelegene Kloster Bloomkamp gehandelt haben. Vermutlich nach der Aufgabe des Klosters 1579 gelangte die Glocke unter unbekannten Umständen in die Schlosskapelle des Schlosses Gröningen in Gröningen, woraus sich der heute gebräuchliche Name ableitet. 

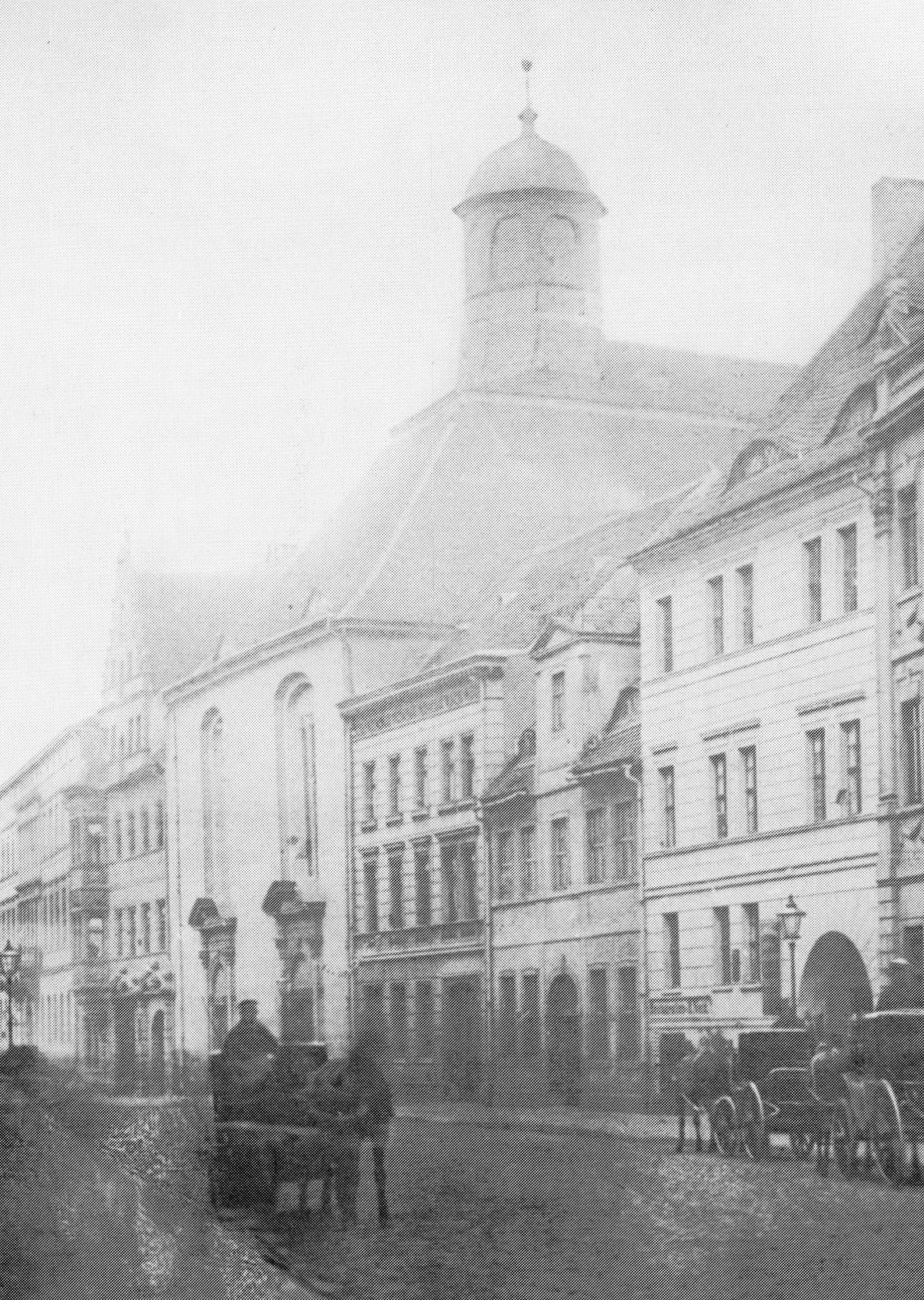
Paulskirche des ehemaligen Dominikanerklosters am Breiten Weg

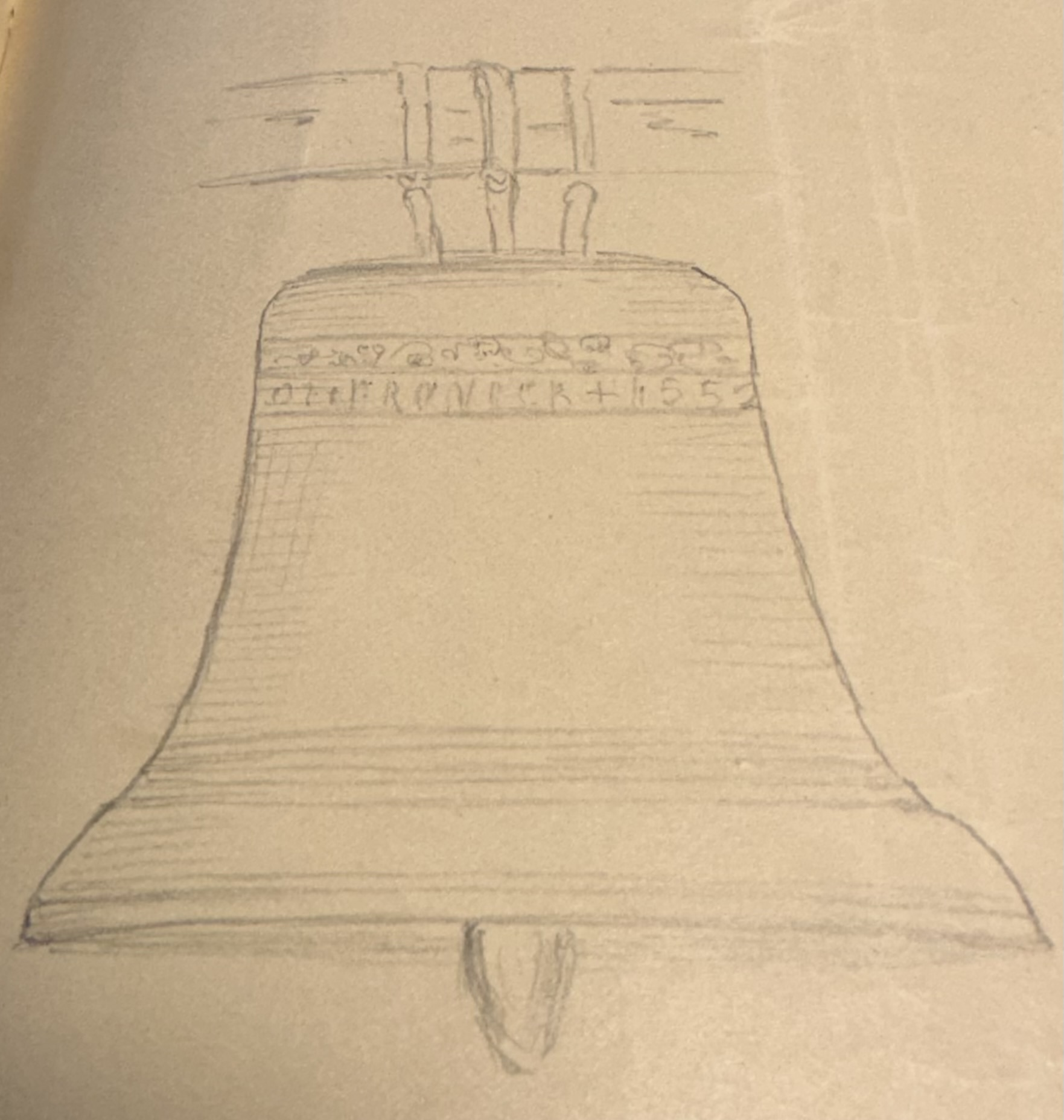
Zeichnung der Gröninger Glocke an ihrem Glockenstuhl

1707 schenkte König Friedrich I. diese und eine weitere Glocke des Schlosses der Deutsch-reformierten Gemeinde in Magdeburg, die 1698 die leerstehende St. Paulskirche des ehemaligen Dominikanerklosters, spätere Taufkirche Friedrich Wilhelm von Steubens, am Breiten Weg übernommen hatte. Die größere der Glocken zersprang 1757, die Gröninger Glocke blieb jedoch bis 1895 in der Paulskirche erhalten.
Die Paulskirche wurde 1895 zugunsten des neuen Hauptpostamts Magdeburg abgerissen. Die Gemeinde bezog die neu errichtete Deutsch-reformierte Kirche, für die ein neues Geläut angeschafft wurde. Die alte Gröninger Glocke gelangte als Schenkung in das Kaiser-Friedrich-Museum, das heutige Kulturhistorische Museum.
Dort blieb sie trotz der Glockenablieferungskampagnen und Zerstörungen der beiden Weltkriege erhalten und befindet sich im Depot des Museums.

## Gestaltung
Der untere Durchmesser der Glocke beträgt 50 Zentimeter. Am oberen Rand befindet sich eine Zierleiste. Zwischen zwei Bändern steht darunter in deutschen Minuskeln in niederländischer Sprache die Inschrift
Unter dem Beginn der Inschrift befindet sich ein erhabener Wappenschild mit einem Kreuz mit vier gleich langen Armen. Abgesehen von einer Rillung des Glockenmantels und verschiedenen Bändern besteht kein weiterer Schmuck.